# Rio Prairies

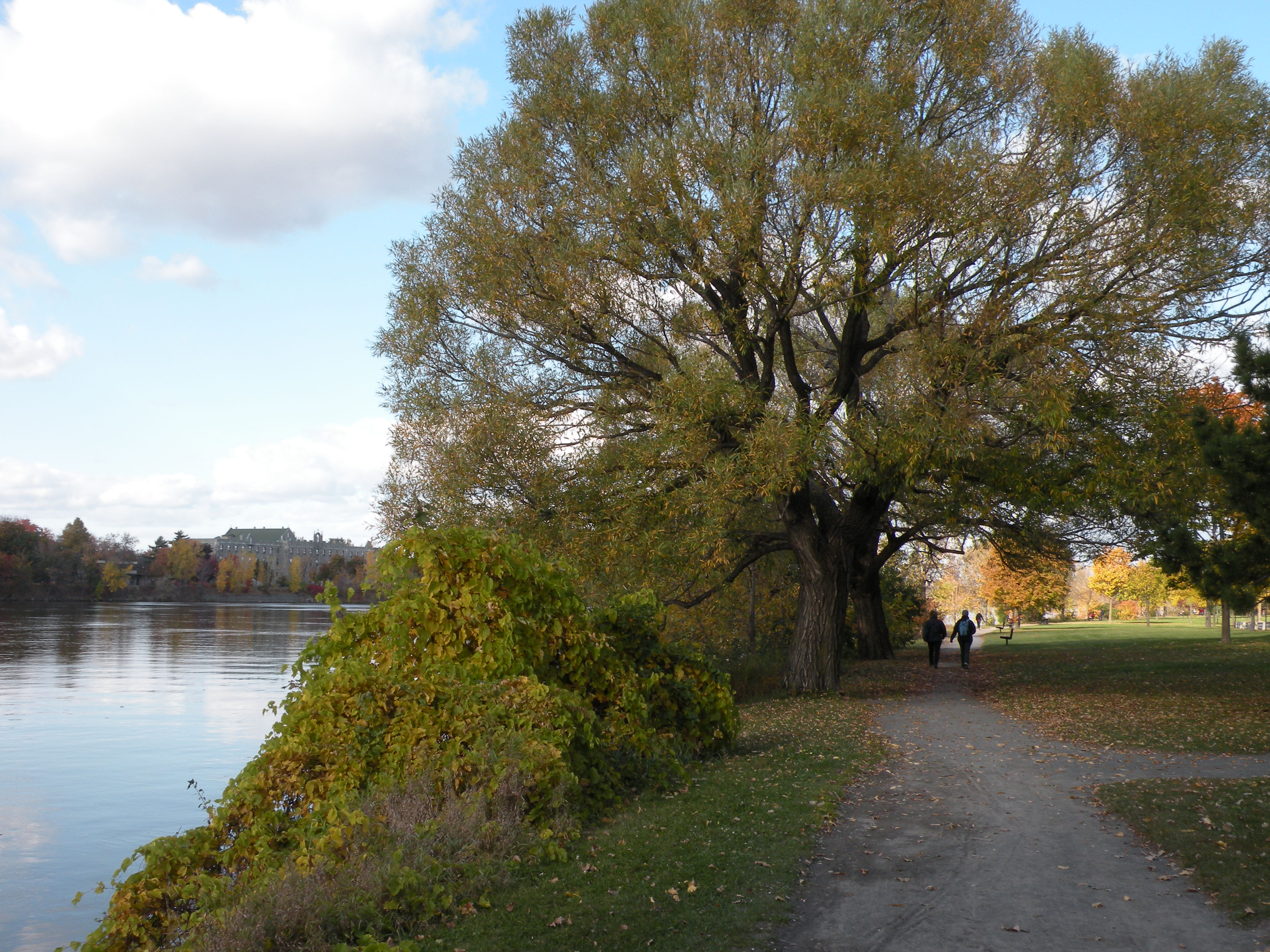
o rio Prairies

O rio Prairies (em francês:  Rivière des Prairies) é um curso de água situado entre a Ilha de Montreal e a Ilha de Jesus que separa as cidades de Montreal e Laval. Nasce no lago Deux Montagnes e desemboca no Rio São Lourenço.